# (26924) Johnharvey
(26924) Johnharvey est un astéroïde de la ceinture principale.

## Description
(26924) Johnharvey est un astéroïde de la ceinture principale. Il fut découvert le 30 décembre 1996 à l'observatoire Goodricke-Pigott par Roy A. Tucker. Il présente une orbite caractérisée par un demi-grand axe de 3,06 UA, une excentricité de 0,15 et une inclinaison de 10,9° par rapport à l'écliptique.

## Compléments